# Fuel
Fuel é uma banda americana de hard rock, formada pelo guitarrista/compositor Carl Bell e pelo baixista Jeff Abercrombie em 1989. Originalmente conhecido como Small the Joy, eles mudaram o nome do grupo para Fuel em 1994. São conhecidos por seus hits "Shimmer"  do álbum Sunburn, "Hemorrhage (In My Hands)" e "Bad Day" do Something Like Human, e "Falls on Me" do Natural Selection.
Em 2021 a banda volta à atividade com o seu novo álbum "Anomaly", e também com seu novo vocalista John Corsale, Mark Klotz (guitarra e vocais) e Tommy Nat no Baixo, com Carl Bell e Kevin Miller na Bateria, a estreia do novo Álbum esta marcada para Outubro deste mesmo ano.

## História

### O começo
Fuel foi originalmente formado em 1989 sob o nome de Small the Joy  em Kenton, Tennessee pelo guitarrista/compositor Carl Bell e pelo baterista Jody Abbot. O cantor/guitarrista Brett Scallions juntou-se ao grupo depois de Carl Bell e o baixista Jeff Abecrombie vê-lo em um bar na cidade de Jackson, Tennessee em 1993. Naquele mesmo ano, o tecladista/vocalista Erik Avakian juntou-se aos demais e a banda mudou-se para Harrisburg (Pensilvânia) em 1994, onde tocaram em bares e clubes noturnos. Seu primeiro EP Porcelain foi lançado em meados de 1996 e vendeu bem pela redondezas, apoiados por uma pequena rádio que tocava seu hit "Shimmer". A popularidade do EP trouxe a eles a atenção da Sony, pela qual lançaram seu segundo EP Hazleton no ano seguinte.

### Sunburn (1998)
Uma vez com a Sony, a banda entrou nos estúdios Longview Farm em Massachusetts, com o produtor Steven Haigler e com o baterista de apoio Jonathan Mover. A banda estreou Sunburn em 1998. "Shimmer" estava novamente incluída e por pouco não entrou no Top 40 de hits; enquanto os outros singles ("Bittersweet," "Jesus or a Gun," and "Sunburn,") tocavam muito nas rádios. As músicas “Shimmer” e “Sunburn” são também apresentadas no álbum Live in the X Lounge. “Sunburn” aparece também no filme Pânico 3 / Gritos 3, e contribuíram com a música “Walk the Sky” do filme Godzilla. A banda então pegou a estrada  mas os problemas com Abbott continuaram. Mais uma vez, Mover foi “alistado”, desta vez para tocar na turnê, enquanto procuravam um baterista definitivo  para se juntar a banda. Pode-se notar que no encarte do CD e da fita cassete do Sunburn, lista os membros da banda como Carl Bell (guitarra), Brett Scallions (vocais), Jeff Abercrombie (baixo), e Kevin Miller (bateria), mas Jonathan Mover é que realmente tocou a bateria e todos os instrumentos de percussão durante as gravações . Na foto da banda aparece Miller, mesmo não tendo tocado durante a gravação.

### Something Like Human (2000)
Depois de uma pequena pausa de mais ou menos dois anos e meio, Fuel retorna com seu segundo álbum, Something Like Human e conseguem entrar no Top 40 de hits dos Estados Unidos, com “Hemmorrhage (In My Hands)” o qual chegou a estar na 30ª posição na Billboard. Something Like Human provou ser um sucesso comercial para a banda, já que o álbum chegou a 17ª posição na Billboard dos Estados Unidos e foi premiado com multi disco de platina (2 milhões de cópias vendidas) pela RIAA.

### Natural Selection (2004)
O terceiro álbum do grupo, Natural Selection, nomeado assim com relação a Teoria Darwinista, foi lançado em Setembro de 2003 estreando na 15.ª posição na Billboard dos Estados Unidos. O longo tempo estendido entre Something Like Human e Natural Selection ocorreu devido a problemas legais e o vocalista Brett Scallions teve que se recuperar de uma cirurgia para reparar um desvio de septo que sofreu de uma colisão sua com o guitarrista Carl Bell. O álbum lançou o hit “Falls on Me”, o qual chegou a 52ª posição na Billboard dos Estados Unidos. Apesar da exposição das músicas pela mídia, esse álbum não vendeu tão bem como Something Like Human e até essa data não tinham sido premiados com o disco de ouro pela RIAA. O álbum foi nomeado para concorrer ao Grammy em 2004 por melhor produção de álbum, e mais tarde  contribuiu com a música “Won’t Back Down” para a trilha sonora do filme Daredevil. No dia 13 de dezembro de 2005, lançaram a coletânea The Best of Fuel, com os seus maiores hits.

## Mudanças na formação da banda

### Miller e Scallions deixam a banda
Depois de algumas desavenças (ambas públicas e privadas), o baterista Kevin Miller foi demitido em 2004. No dia 7 de fevereiro de 2006, por anúncio no site oficial, comunicaram que o vocalista Brett Scallions tinha deixado à banda. Apesar da banda (agora com um novo vocalista) dizer que Scallions deixou a banda em termos amigáveis, Bell afirmou que a voz de Scallions estava com problemas, “Brett teve alguns problemas com a voz... ele brigava com a voz diversas vezes... perdeu um pouco de seu poder vocal” Bell também escreveu uma carta em seu website afirmando “Nós todos sentiremos falta dele e desejamos o melhor para ele”. Scallions refutou o comentário de Bells em uma entrevista onde disse “... Não era um ambiente agradável para mim, e acho que para qualquer um de nós, exceto por Carl, talvez porque a mente de Carl estivesse em suas canções, sua música, e esse foi o modo que tudo ocorreu. Para mim, crescer sendo fã de música, sendo um maluco por criatividade, é querer realmente fazer parte dessas coisas, você se sente como se estivesse em uma banda, e isso já não ocorria mais”.

### Daughtry recebe a oferta para substituir Scallions
A banda já tinha gravado a parte instrumental das faixas do seu quarto álbum e em breve começaria a audição dos cantores para que pudessem avançar neste processo. Abercrombie e Bell ficaram sabendo notícias de um concorrente do programa American Idol Chris Daughtry, depois de tocar a música "Hemorrhage (In My Hands)" no programa. O single disparou no Top 10 de downloads do iTunes e permaneceu ali por muitos dias. Por causa dela, surgiu o interesse em outras músicas do Fuel, as quais começaram a aparecer no Top 100 de downloads do iTunes. No dia 3 de março de 2006 Randy Jackson disse em uma entrevista que Daughtry tinha recebido a oferta para se tornar o novo vocalista do Fuel. A banda confirmou o seu interesse, em seu website. No dia 11 de maio de 2006, Abercrombie e Bell apareceram no programa de TV Extra para oficializar a oferta de emprego a Daughtry. Porém para acabar com as especulações, recusou a oferta.
Ao mesmo tempo, Tommy Stewart, um dos fundadores da banda Godsmack, foi nomeado como baterista na página do Myspace do Fuel.

### Um vocalista é escolhido
Em 8 de junho de 2006 Bell anunciou que a banda tinha encontrado um novo vocalista mas que estavam esperando a confirmação para anunciar. Em espera, eles oficialmente entraram em estúdio por volta da metade do mês de agosto com o produtor Scott Humphrey para começar a gravar o quarto álbum. Devido a compromissos Stewart não estava disponível para tocar a bateria no álbum, então Tommy Lee e Josh Freese o substituiu durante as gravações. A banda colocou também fotos deles nos estúdios em seu website e MySpace.
Em 9 de março de 2007 Carl Bell anunciou oficialmente que  o próximo álbum, com os novos membros , já estava mixado e que logo seria lançado, e em 19 de abril, de 2007 ele postou no site oficial que o novo vocalista confirmado era Toryn Green.

### Angels & Devils (2007)
No dia 15 de maio de 2007 Bell anunciou o nome do novo álbum – Angels & Devils – previsto para ser lançado no dia 7 de agosto, de 2007. Em 19 de junho do mesmo ano, o primeiro single “Wasted Time”, do novo álbum foi lançado nas rádios de rock e pela Internet e chegou a 24ª posição na Billboard's Hot Mainstream Rock Tracks. O segundo single, “Gone”, foi lançado no dia 23 de outubro de 2007.
Fuel se apresentou durante o The Tonight Show with Jay Leno no dia 10 de agosto de 2007.
«Angels & Devils» chegou à primeira posição no iTunes na categoria “rock” e à 7.ª posição na categoria “geral” atingindo a 4.ª posição em sua melhor fase.

## Integrantes

### Integrantes atuais
- Brett Scallions – vocal (1994-2006, 2010-presente)
- Jason Womack - guitarra (2015-presente)
- Phil Buckman - baixo (2015-presente)
- Shannon Boone - bateria, percussão (2013-presente)

### Integrantes anteriores
- Brett Scallions – vocal, guitarra (1993-2006).
- Kevin Miller – bateria, percussão (1997-2004).
- Jonathan Mover – bateria, percussão (1994-1998).
- Jody Abbott - bateria, percussão (1989-1997).
- Erik Avakian - teclados (1993-1996).
- Larry Swartz - teclados (1991-1993).
- Todd Bobbet – guitarra rítmica (1987-1989).

## Discografía

### Álbuns
- Sunburn (1998)
- Something Like Human (2000)
- Natural Selection (2003)
- Angels & Devils (2007)
- Puppet Strings (2014)

### EPs
- Fuel (1994)
- Porcelain (1996)
- Hazelton (1997)

### Coletâneas
- The Best of Fuel (2005)